# Beépített cicó
A Beépített cicó (eredeti cím: Spy Cat vagy Marnie's World) egy 2018-as animációs kémvígjáték, amelyet Christoph és Wolfgang Lauenstein testvérek írnak és rendeztek. A filmet lazán a Brémai városi zenészek című német mese ihlette. A Scopas Medien, a Grid Animation, a Philm CGI, a SevenPictures Film GmbH, a Schubert International Filmproduktions, az UFA Fiction, a Lauenstein & Lauenstein és a Scope Pictures nemzetközi koprodukciója. A filmet Németországban az Universum Film terjesztette, míg a Global Screen kezeli a film világszintű jogait.
A film saját világpremierjét az Annecy Nemzetközi Animációs Filmfesztiválon 2018. június 13-án kapta. Nem sokkal később Portugáliában 2019. március 14-én, majd Németországban 2019. április 18-án az Universum Film, végül Belgiumban 1-én mutatták be. 2019. május Magyarországon a filmet 2019. augusztus 22-én mutatták be a mozik.

## Cselekmény
A Duranville nevű városban egy elkényeztetett macska, "Cicó" kém akar lenni, miután túl sok tévét néz és minden nap süteményeket evett. Amikor szüksége van a legjobb barátaira (pitbullra, kakasra és szamárra), Cicó belevág a kalandunkba, hogy különleges ügynökké és magánszemré váljon.

## Szereplők

### Magyar változat
- Főcím: Korbuly Péter
- Produkciós vezető: Csaba László

A szinkront az ADS Service Kft. megbízásából a Syncton Stúdió készítette 2019-ben.